# Retrato Chandos
El Retrato Chandos es un famoso retrato del dramaturgo británico William Shakespeare (1564-1616). Según los expertos, es considerado el retrato más verosímil del escritor. Su autoría se atribuye a John Taylor. El nombre del retrato se le debe a James Brydges, primer duque de Chandos, quien poseía el lienzo. Desde 1856, la obra de arte está en la Galería Nacional del Retrato de Londres.
Sin embargo, no se han encontrado pruebas documentales que demuestren la verdadera fisionomía del bardo británico, además de no guardar parecido alguno con el busto erigido en su iglesia local de la Sagrada Trinidad poco después de su muerte en 1616. Tampoco recuerda al retrato del joven Shakespeare de la portada de la primera edición en 1623 de sus obras teatrales, conocida como First Folio.
Al paso del tiempo, han aparecido otros supuestos retratos que la National Portrait Gallery reunió en la exposición En busca de Shakespeare.